# Ruta Nacional A024 (Argentina)
La Ruta Nacional A024 es una carretera argentina, que se encuentra en el noreste de la provincia de Buenos Aires. Desde el empalme con la Ruta Nacional 9 en el km 73 hasta el puerto de la ciudad de Campana, recorre 4,7 km asfaltados.
La ruta atraviesa la zona industrial de esta localidad bonaerense.
- Datos: Q6114221